# Остров Райнера
О́стров Ра́йнера — остров архипелага Земля Франца-Иосифа. Входит в группу островов Зичи. Площадь острова 140 км², наивысшая точка — 284 метра. Административно относится к Приморскому району Архангельской области России.

## География
Остров Райнера округлой, слегка вытянутой формы с диаметром около 14 километров. Вся его территория, за исключением небольшого участка — мыса Бауэрмана, покрыта ледниками.
Остров получил своё название в ходе Австро-Венгерской полярной экспедиции 1872-1874 годов в честь одного из аристократов, финансировавших экспедицию — Джозефа Иогана Михаэля Франца Иеронимуса Райнера, эрцгерцога австрийского, принца Венгрии и Богемии, более известного, как эрцгерцог Райнер Австрийский.
Остров Райнера входит в состав островов Зичи, являясь самым восточным островов группы. Ближайший к нему остров — остров Карла-Александра, их разделяет пролив Скотт-Келти шириной 2,5 километра.

## Близлежащие малые острова
- К северу от острова Райнера на расстоянии около 2,5 километра расположены рифы Лесгафта, группа, состоящая из семи относительно крупных и нескольких совсем мелких островов. Названы в честь Петра Францевича Лесгафта — основоположника научной системы физического образования и врачебно-педагогического контроля в физической культуре в России.
- На расстоянии всего 500 метров от острова Райнера находится совсем небольшой, длиной 600 метров, остров Иванова.

## Прочие факты
- В 1937 году, во время поиска пропавшего самолёта «Н-209» советского лётчика, героя Советского Союза Сигизмунда Леваневского, на острове Райнера был раскинут лагерь поисковых самолётов[1].

## Топографические карты
- Лист карты U-40-XXII,XXIII,XXIV о. Рудольфа. Масштаб: 1 : 200 000. Издание 1965 г.
- Лист карты U-40-XXVIII,XXIX,XXX о. Циглера. Масштаб: 1 : 200 000. Издание 1965 г.